# Veronica Ricci

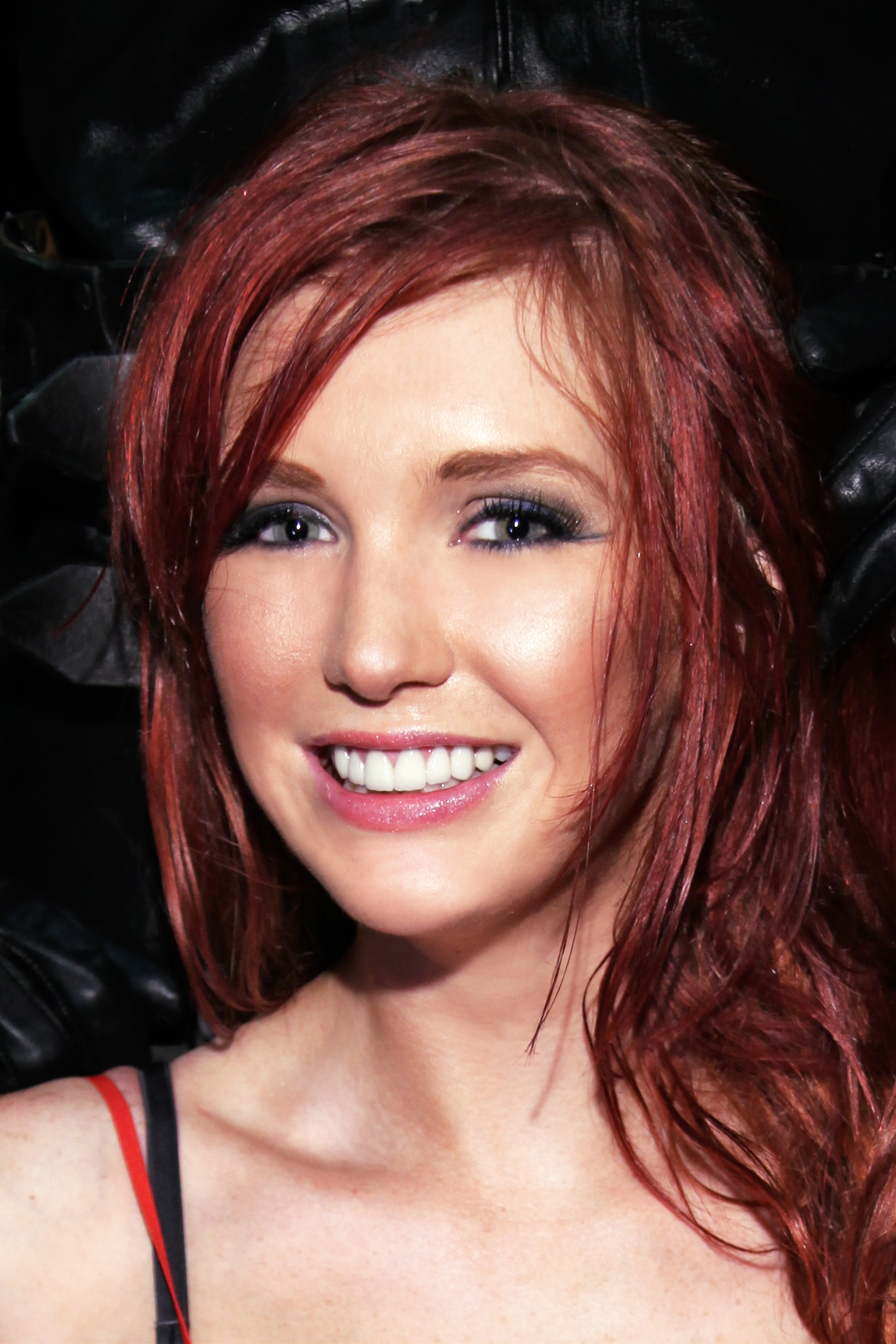
Veronica Ricci (2012)

Veronica Ricci (* 17. April 1988 als Kari Davis in Sacramento, Kalifornien) ist eine US-amerikanische Schauspielerin und ehemalige Pornodarstellerin.

## Karriere
Im Jahr 2008 stieg Ricci im Porno-Geschäft als Darstellerin ein. Dabei konnte man sie zu Beginn ihrer Karriere in mehreren Produktionen gemeinsam mit Kayden Kross vor der Kamera sehen. Es folgten weitere Pornofilme mit weiteren Größen dieser Branche wie India Summer, Alexis Texas und Janine Lindemulder. Im Jahr 2011 wirkte Ricci erst in mehreren Kurzfilmen mit, bevor sie die Hauptrolle in dem Horrorfilm Bloody Mary 3D erhielt, in dem sie die Rolle der Bloody Mary spielte. Im gleichen Jahr wirkte sie zudem in der Filmkomödie Finger Bang und weiteren Erwachsenenfilmen mit. Im Jahr 2013 spielte Ricci in drei weiteren Horrorfilmen Snake Club, Day of the Demons – 13/13/13 einer Fortsetzung von 11/11/11 – Das Omen kehrt zurück und Lizzie Borden’s Revenge, der den vermeintlichen Mordfall der damaligen Täterin Lizzie Borden aufgreift, mit.
Im April 2009 war sie als Penthouse-Pet des Monats zu sehen.

## Filmografie (Auswahl)
- 2011: She Went Along with Him (Kurzfilm)
- 2011: Acid (Kurzfilm)
- 2011: Cannibal Blood Girl (Kurzfilm)
- 2011: Bloody Mary 3D
- 2011: Finger Bang
- 2013: Snake Club: Revenge of the Snake Woman
- 2013: Day of the Demons – 13/13/13 (13/13/13)
- 2016: Independence Wars – Die Rückkehr (Interstellar Wars)
- 2016: 2 Jennifer
- 2018: An Hour to Kill
- 2019: Vengeance
- 2020: Camp Blood 8: Revelations